# Суад Шеруати
Суад Нафиса Шеруати (арап. سعاد نفيسة الشروتي, фр. Souad Nafissa Cherouati; 10. фебруар 1989) алжирска је пливачица чија ужа специјалност су трке слободним стилом на дужим дистанцама, те маратонске трке на отвореним водама. Вишеструка је национална рекордерка и првакиња и некадашња двострука првакиња Африке. 

## Спортска каријера
Шеруати је присутна на међунароној пливачкој сцени од 2005. и Медитеранских игара одржаних те године у шпанској Алмерији. Током каријере учествовала је на бројним такмичењима, а највише успеха је имала на Афричким играма и Афричким првенстима на којима је освојила укупно 19 медаља. 
Деби на светским првенствима је имала у Дохи 2014. где је наступила на првенству света у малим базенима, а такмичила се и на првенствима у Виндзору 2016. и Хангџоуу 2018. године. 
На светским првенствима у великим базенима је дебитовала у Будимпешти 2017, а пливала је и две године касније у корејском Квангџуу 2019. где је остварила пласмане на 35. и 28. место у тркама на 800 слободно и 1.500 слободно.